# Gnathonaroides
Gnathonaroides pedalis es una especie de araña araneomorfa de la familia Linyphiidae. Es el único miembro del género monotípico Gnathonaroides.

## Distribución
Es un endemismo de Estados Unidos y Canadá al este de las Montañas Rocosas.